# Deszczowa piosenka (album)
Deszczowa piosenka – płyta z piosenkami z musicalu wystawionego na deskach Teatru Roma w Warszawie (premiera 29 września 2012). Wydawnictwo ukazało się 30 sierpnia 2012 roku. Kierownictwo muzyczne spektaklu objął Krzysztof Herdzin, był on również producentem albumu.
Nagrania uzyskały status złotej płyty.

## Lista utworów
1. Uwertura (Overture)
2. Ciach go smykiem (Fit As A Fiddle) – Dariusz Kordek / Jan Bzdawka
3. Ty wybiegłaś ze snu (You Stepped Out Of a Dream) – Ewa Lachowicz / Tomasz Więcek / Paweł Kubat
4. Całą noc o tobie śnię (All I Do Is Dream Of You) – Ewa Lachowicz
5. Ty ich baw (Make 'Em Laugh) – Jan Bzdawka
6. Cudna jak sen (Beautiful Girl) – Janusz Kruciński
7. To jest nagroda gwiazd (You Are My Lucky Star) – Ewa Lachowicz
8. Dla mnie jesteś ty (You Were Meant For Me) – Tomasz Więcek
9. Mojżesz, czy możesz (Moses Supposes) – Dariusz Kordek / Jan Bzdawka
10. Dzień dobry (Good Morning) – Ewa Lachowicz / Dariusz Kordek / Jan Bzdawka
11. Deszczowa piosenka (Singin' in the Rain) – Dariusz Kordek
12. A ty? (Would You?) – Ewa Lachowicz
13. Co ze mną jest? (What's Wrong With Me?) – Barbara Kurdej-Szatan
14. Broadway melody – Dariusz Kordek / Jan Bzdawka
15. Finał (Finale) – Ewa Lachowicz / Tomasz Więcek / Jan Bzdawka